# Estrellita Castro
Estrella Castro Navarrete (Sevilla, 26 de junio de 1908-Madrid, 10 de julio de 1983) fue una cantante y actriz española. Aunque se la engloba en el género de la copla, cantó también otros estilos como el pasodoble y el tango.  

## Biografía y carrera
Nació el 26 de junio de 1908 en la calle Mateos Gago de la ciudad hispalense, en el llamado entonces «Corral de la Purísima», siendo bautizada en la iglesia del Sagrario el 8 de julio de 1908.
Era hija de un pescadero gallego, José Castro Bascuas (nacido en 1875 en San Pedro de Ancoradosy fallecido el 23 de marzo de 1928 en Sevilla) y de su esposa, la malagueña Sebastiana Navarrete Domínguez (nacida en Teba, y fallecida en 1953) siendo la menor de cuatro hermanos. Residían entonces en la plaza de Santa Marta, en el barrio de Santa Cruz.
A partir de los once años asistió a la academia del maestro Realito y para poder pagarle realizó las tareas domésticas de su casa. Al principio de su carrera, era conocida como La Comino. Con doce años actuó por primera vez delante de los reyes Alfonso XIII y Victoria Eugenia. La reina, complacida con la gracia demostrada por la joven cantaora, tras felicitarla, le urgió a que le pidiera cualquier regalo. Demanda a la que Estrellita respondió sin vacilar: le hacía ilusión poseer un mantón de Manila y una pulsera de brillantes. La soberana no pudo evitar una simpática carcajada y, a los pocos días remitió una joya a la neófita artista. Del mantón se encargó la anfitriona de aquella fiesta, la Marquesa de Bermejillo del Rey. Con el paso de los años, un día se vio obligada a empeñar el regio obsequio a cambio de quinientas pesetas, aunque siempre conservó el mantón. 

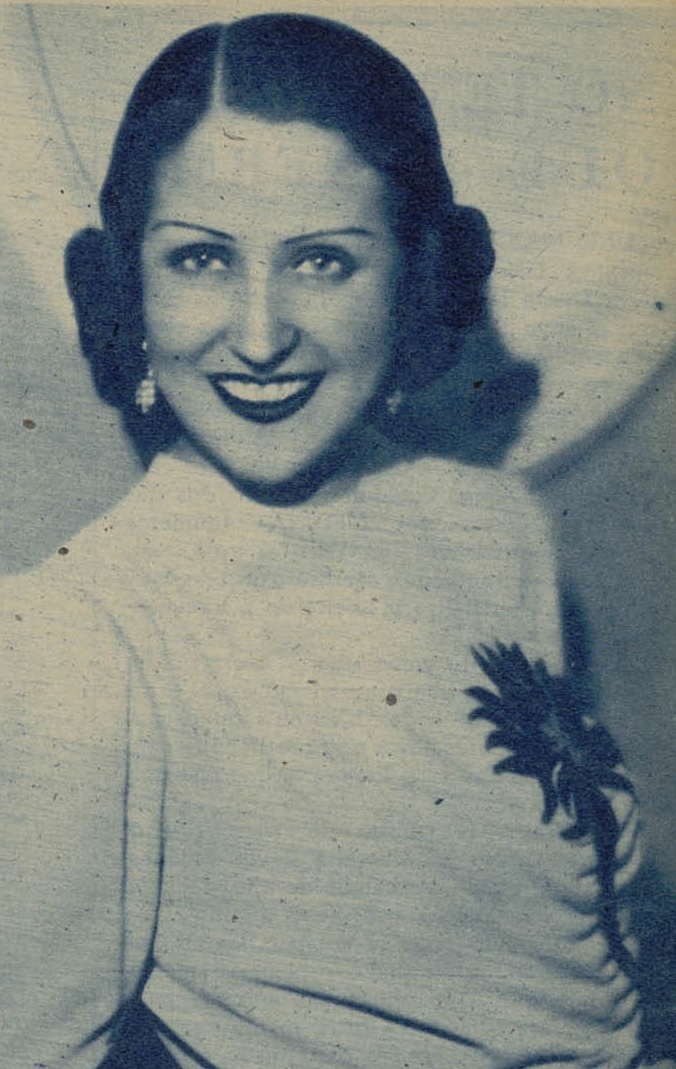
Estrellita Castro en 1941

Debutó en el Salón Imperial de Sevilla el 6 de junio de 1921, con el nombre artístico de La Estrellita, en el evento benéfico organizado por el Club Sánchez Mejías, al que asistió el mítico torero Ignacio Sánchez Mejías, que le regaló una moneda de oro a la niña.  Posteriormente llegará a actuar en los principales teatros de España, Europa y América.

### Influencia
Fue la auténtica creadora de lo que hoy se conoce como canción andaluza y sus canciones alcanzaron gran popularidad en las décadas de 1930 y 1940. Criada en los café-cantantes sevillanos, aportó resortes flamencos a los cuplés, que eran afrancesados, haciéndolos más andaluces y españoles. Mi jaca, obra del unionense Ramón Perelló, fue su mayor éxito en el terreno musical, al igual que Suspiros de España, el hermoso pasodoble compuesto en Cartagena por el maestro Álvarez Alonso. 
María de la O, La morena de mi copla, Mari Cruz, Los tientos del reloj o María Magdalena son otros de los éxitos de la Castro. Aunque en su mayoría de carácter folclórico, tocó gran cantidad de estilos y fue la cantante más larga (mejor dotada) en su época. Cantó zambras, boleros cubanos, mazurcas e incluso tangos. No obstante destacó como intérprete de pasodoble, llegando a ser bautizada como «la reina del pasodoble». Cabe también destacar su gran calidad como cantaora flamenca, tocando palos tan dispares como serranas, colombianas, guajiras, fandangos, soleares, tanguillos, caracoles, sevillanas, villancicos y saetas. Es precisamente cuando canta flamenco cuando la voz de Estrellita Castro alcanza una textura y registros insuperables. En febrero de 1962 la actriz y cantante sevillana recibe la Medalla de Plata al Mérito en el Trabajo (Orden de 3 de octubre de 1961).

### Estrella de cine
Su éxito en España hizo que los empresarios de la época apostaran por Estrellita, de modo que triunfó en las principales ciudades europeas y en algunos países de América Latina, donde era todo un ídolo. Su éxito como cantante le abrió las puertas del cine, llegando a ser una de las actrices más cotizadas y populares de la década de 1930 junto con Imperio Argentina. [cita requerida]
Aunque intervino en un corto en 1933, su verdadero debut cinematográfico tiene lugar en 1935, año en el que rueda Rosario la Cortijera. Rodó quince películas, casi todas de tema folclórico, entre las que destacan Suspiros de España, El barbero de Sevilla y Mariquilla Terremoto, todas ellas rodadas en Alemania. En estas películas Estrellita cantó acompañada de la Orquesta Sinfónica de Berlín.[cita requerida] Consiguió el premio a la mejor interpretación por la película La gitanilla (la cual interpretó en castellano antiguo).

### Últimos años
Su dilatada carrera artística terminó con una ostensible carencia de facultades en sus últimos años, lo que hizo que decayese el mito de Estrellita Castro. No obstante, fue una artista muy querida y respetada por el pueblo español y por sus compañeras por su importante influencia en la canción española. Pasó los últimos años de su vida junto a su compañero sentimental, Demetrio Corbí Pujante. Cuando este muere se vio sumida en una profunda soledad que le fue más llevadera gracias al apoyo de sus compañeras y amigas Marifé de Triana y Carmen Sevilla (su ahijada artística). En 1978, actuó en Cantares, un exitoso programa musical de TVE presentado por Lauren Postigo. Fue una de sus últimas actuaciones donde recordó los grandes éxitos de su carrera musical como "Suspiros de España", "Mi jaca" o "La morena de mi copla". 
Estrellita Castro fue embajadora de la gracia y duende auténticos de Sevilla. Además, Sevilla fue el escenario de la mayoría de sus películas, o bien ella encarnó a la salerosa muchacha sevillana que abandona su ciudad para triunfar en el mundo de la canción. Es por ello por lo que en 1978 se le dedicó una calle en la Alameda de Hércules de su Sevilla natal. También tenía un azulejo en Plazuela de los Carros (Sevilla), lugar donde ella vivió por algunos años.[cita requerida]

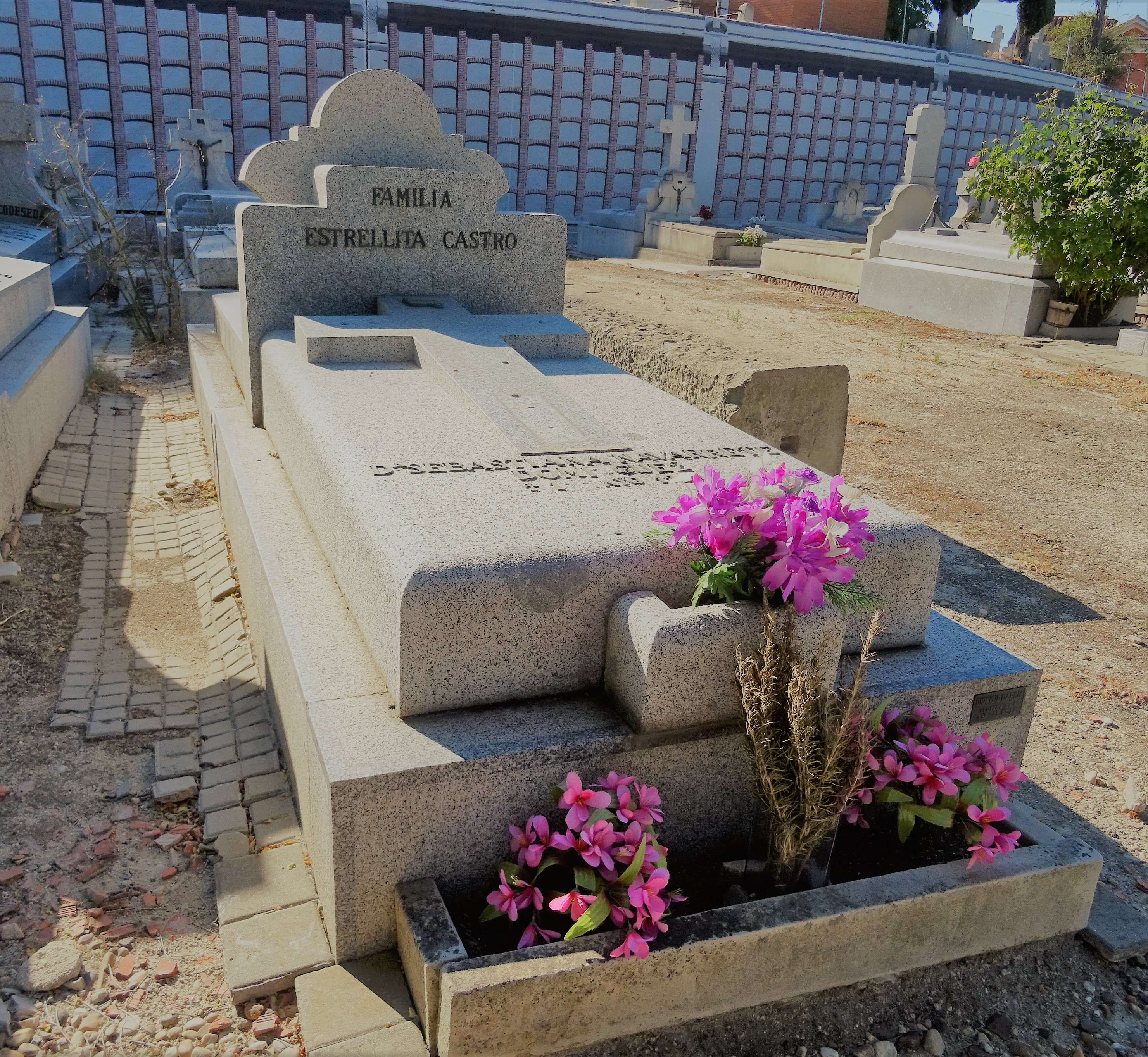
Tumba familiar de la cantante y actriz Estrellita Castro en el cementerio de la Almudena de Madrid.

Estrellita Castro murió en Madrid el 10 de julio de 1983. Fue enterrada en el cementerio de La Almudena de Madrid, y por expresa voluntad con el caracolillo (rizo de pelo) sobre la frente, que fue su signo distintivo, al igual que la mantilla española era su prenda favorita. Su muerte supuso la primera gran pérdida de uno de los puntales de la copla andaluza. Residió muchos años en el número 17 (antiguo 21) de la calle de Silva, en Madrid, justo al lado de la iglesia de la Buena Dicha.

## Filmografía
Estrellita Castro fue una de las grandes figuras del cine musical español y una de las pocas artistas nacionales que alcanzaron una proyección internacional durante la primera mitad del siglo XX. Su filmografía, muy vinculada al folclore andaluz y al auge de la copla, incluye más de cuarenta títulos. Más allá de su éxito nacional, destacó por ser una de las pocas actrices españolas que trabajaron en la Alemania nazi: en 1938 rodó El barbero de Sevilla, Suspiros de España y Mariquilla Terremoto  en los estudios de la UFA (Universum Film AG) de Berlín, esenciales para la industria y la propaganda del régimen de Hitler, dentro de una ambiciosa coproducción hispano-alemana dirigida por Benito Perojo, en un momento en que el cine se convertía en herramienta política. Estas películas consolidaron su proyección internacional y siguen siendo un episodio singular en la historia del cine español. 
| Año  | Título                                          | País            | Director                    | Personaje               |
| ---- | ----------------------------------------------- | --------------- | --------------------------- | ----------------------- |
| 1933 | Mi patio andaluz                                | España          | Francisco Elías             |                         |
| 1935 | Rosario la Cortijera                            | España          | León Artola                 | Rosario                 |
| 1938 | El barbero de Sevilla / Der barbier von Sevilla | España Alemania | Benito Perojo               | Gitana                  |
| 1938 | Mariquilla Terremoto / Marietta                 | España Alemania | Benito Perojo               | Mariquilla Terremoto    |
| 1939 | Suspiros de España / Seufzt aus Spanien         | España Alemania | Benito Perojo               | Sole                    |
| 1939 | Los hijos de la noche / I figli della notte     | España Italia   | Benito Perojo, Aldo Vergano | Inglesita               |
| 1940 | La gitanilla                                    | España          | Fernando Delgado            | Preciosa                |
| 1941 | Torbellino                                      | España          | Luis Marquina               | Carmen Moreno           |
| 1942 | Los misterios de Tánger                         | España          | Carlos Fernández Cuenca     |                         |
| 1943 | La patria chica                                 | España          | Fernando Delgado            | Pastora                 |
| 1944 | La maja del capote                              | España          | Fernando Delgado            | Mari Blanca             |
| 1953 | Gitana tenías que ser                           | España México   | Rafael Baledón              | Tía Paca                |
| 1967 | La niña del patio                               | España          | Amando de Ossorio           |                         |
| 1973 | Casa Flora                                      | España          | Ramón Fernández             | Antonia 'la Chiclanera' |
| 1976 | Canciones para después de una guerra            | España          | Basilio Martín Patino       | Ella misma              |